# Calhoun Falls
Calhoun Falls é uma cidade  localizada no estado norte-americano de Carolina do Sul, no Condado de Abbeville.

## Demografia
Segundo o censo norte-americano de 2000, a sua população era de 2303 habitantes. 
Em 2006, foi estimada uma população de 2240, um decréscimo de 63 (-2.7%).

## Geografia
De acordo com o United States Census Bureau tem uma área de 
8,1 km², dos quais 8,1 km² cobertos por terra e 0,0 km² cobertos por água. Calhoun Falls localiza-se a aproximadamente 146 m acima do nível do mar.

## Localidades na vizinhança
O diagrama seguinte representa as localidades num raio de 24 km ao redor de Calhoun Falls. 